# موريس عطية
موريس عطية (1949 -).وهو كاتب فرنسي.

## حياته ونشأته
محلل وطبيب وكاتب سيناريو وصانع أفلام ، وهو مؤلف العديد من روايات نوير. فازت قصته القصيرة Ça va bien بجائزة نوبل نوار في مهرجان Le Noir dans le blanc في عام 2005.
حصلت روايته "الجزائر لا نوار" (Actes Sud, coll. Babel noir n° 5) على جائزة ميشيل ليبرون وجائزة جان أميلا ميكر.